# ホンダ・N-WGN
N-WGN（エヌ ワゴン）は、本田技研工業が生産・販売している軽トールワゴン型の軽自動車である。

## 概要
N-WGNは2011年（平成23年）11月に発売したN-BOX（N-BOX+含む）を皮切りに展開している「Nシリーズ」の第4弾で、軽自動車の「新しいベーシック」を目指し、基本性能を高次元で備えた軽自動車規格のミニバンともいえる軽ハイトワゴンとして開発された。開発責任者（LPL＝ラージ・プロジェクト・リーダー）はフィット等のLPLを歴任した人見康平。全高はFF車で1,655mm、4WD車で1,675mmとなっており、既発売のN-BOX（1,780 - 1,800mm）より低く、N-ONE及び先代モデルのライフ （1,610 - 1,630mm）より高くなっている。
2019年（令和元年）7月にNシリーズではN-BOXに次いで2車種目となるフルモデルチェンジが発表された。LPLはN-VANのLPLも担当した古舘茂に交代。全高は初代モデルより20mm高くなった。Customはアンテナがシャークフィンタイプに変更されたことでさらに30mm高くなり、1,700mmを超える。

## 初代 JH1/2型（2013年 - 2019年）

### メカニズム
パワートレインはS07A型エンジンとCVTを搭載する。なお、エンジン型式そのものはN-BOX/N-ONEと同様だが、ホンダの軽自動車では初となるツインインジェクションシステムや金属ナトリウム封入中空排気バルブを新たに採用。自然吸気（NA）車は高圧縮比化されたが、ナトリウム封入バルブの採用により排気バルブ近辺の温度を下げることでノッキングの発生を抑え、高出力・高トルク性能を保持したまま低燃費化を実現し、NA車及びターボ・FF車は「平成27年度燃費基準+20%」を、ターボ・4WD車は「平成27年度燃費基準+10%」をそれぞれ達成している。
CVTも従来より軽量化・高効率化を進めており、アイドリングストップ時に油圧を保持する電動油圧ポンプはより軽量な機械式の蓄圧タイプに変更された。アイドリングストップの上限作動速度も減速時10km/h以下まで引き上げられた。
安全性能においても、N-BOX/N-ONE同様に急ブレーキ時にハザードランプを高速点滅させることで後続車に注意を促すエマージェンシーストップシグナル、車両挙動安定化制御システム（VSA）、坂道発進時の後退を抑制するヒルスタートアシスト機能（HSA）を全タイプ標準装備するほか、約30km/h以下の前方車両との衝突の回避・被害軽減をサポートするシティブレーキアクティブシステム（CBAS）とサイドカーテンエアバッグシステム・前席用i-サイドエアバッグシステムをセットにした「あんしんパッケージ」がタイプ別に設定（標準装備、またはオプション設定）されている。

### 年表
2013年9月26日
Nシリーズ第4弾となる車種の名称を「N-WGN」とすることを発表。
同時に、シルエット画像をホームページで先行公開した。
2013年10月21日
「N-WGN」のエクステリア・インテリアのデザインとバリエーション（タイプ・ボディカラー）をホームページで先行公開。
同年11月20日に第43回東京モーターショー2013で発表し、11月22日に発売することを公表。
2013年11月20日
「N-WGN」を発表。（11月22日発売）
N-BOX同様、ノーマルタイプの「N-WGN」とドレスアップモデルの「N-WGN Custom（エヌ ワゴン カスタム）」の2本立てで、それぞれに標準グレードの「G」を基本に、シティブレーキアクティブシステム、前席用i-サイドエアバッグシステム、サイドカーテンエアバッグシステムの3点をひとまとめにした「あんしんパッケージ」、マルチリフレクタータイプ ディスチャージヘッドライト、後席シートベルト閉め忘れ警告灯、運転席ハイトアジャスター（ラチェット式）、ハーフシェイド・フロントウィンドウを装備し、安全性能や快適性能を高めた「G・Aパッケージ」、14インチアルミホイール、フロントベンチレーテッドディスクブレーキ、フロントスタビライザーを装備したターボ車の「G・ターボパッケージ」の3タイプが用意される。なお、「N-WGN Custom」では、14インチアルミホイールが「G」、「G・Aパッケージ」にも装備されるほか、「G・Aパッケージ」及び「G・ターボパッケージ」においてプラズマクラスター技術搭載フルオート・エアコンディショナー、クルーズコントロール、ピアノブラック調センターパネル&メーターパネル、クオリティインテリア、IRカット<遮熱>/UVカット機能付フロントウインドウガラス、IRカット<遮熱>/スーパーUVカットフロントドアガラスを追加、「G・ターボパッケージ」にはパドルシフトも備わる。
ボディカラーは「N-WGN」、「N-WGN カスタム」」ともに全7色。両タイプ共通色として「プレミアムホワイト・パール（有料色）」、「カトラリーシルバー・メタリック」（新色）、「スマートブラック」（新色）を設定。それぞれの専用色として「N-WGN」には「クッキークリーム」（新色）、「プレミアムディープモカ・パール（有料色）」、「チェリーシェルピンク・メタリック」、「プレミアムブルームーン・パール（有料色）」を、また「N-WGN カスタム」には「ポリッシュドメタル・メタリック」、「ホライゾンターコイズ・パール」、「プレミアムフレイムオレンジ・メタリック（有料色）」（新色）、「プレミアムゴールドパープル・パール（有料色）」を設定した。
2014年5月9日
平成25年度自動車アセスメント（JNCAP）において最高評価となる「新・安全性能総合評価 ファイブスター賞」を軽自動車として初めて受賞し、併せて「軽自動車部門 JNCAP大賞」も受賞したことを発表。
2014年5月15日
特別仕様車「コンフォートパッケージ」を設定。（5月16日発売）
「G」をベースに、「G・Aパッケージ」の装備内容に加え、専用インテリア、ピアノブラック調センターパネル&メーターパネル、IRカット<遮熱>/UVカット機能付フロントウインドウガラス、IRカット<遮熱>/スーパーUVカットフロントドアガラス、シートヒーター（運転席/助手席）、プラズマクラスター技術搭載フルオート・エアコンディショナー、専用カラードスマートキー2個を特別装備とした。ボディカラーは、「プレミアムホワイト・パール（有料色）」、「カトラリーシルバー・メタリック」、「スマートブラック」、「チェリーシェルピンク・メタリック」、「プレミアムブルームーン・パール（有料色）」に専用ボディカラーとして「プレミアムディープロッソ・パール（有料色）」を加えた全6色を設定。
2014年10月13日
2014-2015 日本カー・オブ・ザ・イヤー スモールモビリティ部門賞を受賞。
2015年4月16日
一部改良。（4月17日発売）
NA車においてインジェクター噴霧の最適化やCVTサーモバルブの追加により燃費を向上。これにより、NA・FF車は「平成32年度燃費基準+20%」、NA・4WD車は「平成32年度燃費基準+10%」をそれぞれ達成した。また、「あんしんパッケージ」を全タイプメーカーオプション設定に変更し、プラズマクラスター技術搭載フルオート・エアコンディショナーは「G（福祉車両の助手席回転シート車を含む）」を除く全タイプに拡大して標準装備した。さらに、軽く触れると3回点滅する機能を備えたウインカー「ワンタッチウインカー」を標準装備したほか、特別仕様車「G・コンフォートパッケージ」に装備されていたIRカット<遮熱>/UVカット機能付フロントウインドウガラス、IRカット<遮熱>/スーパーUVカットフロントドアガラスやドアロックに連動してドアミラーを自動格納するオートリトラミラーをタイプ別設定し、ワンセグTV対応マイクロアンテナやリアワイドカメラなど純正ナビゲーションの利便性を高める装備で構成された「ナビ装着用スペシャルパッケージ」を標準装備（「G」・「カスタムG」はメーカーオプション設定）した（ただし、メーカーオプションのディスプレイオーディオを装備した場合は非装備）。さらに、N-WGNには新たに、クルーズコントロール、スタイリッシュインテリア、ピアノブラック調ガーニッシュ付本革巻ステアリングホイール、LEDドアミラーウインカー、14インチアルミホイールを装備した「G・スタイリッシュパッケージ」を追加した。ボディカラーは入れ替えを行い、「プレミアムホワイト・パール（有料色）」を「プレミアムホワイト・パールII（有料色）」に、N-WGN専用のピンク系を「チェリーシェルピンク・メタリック」から「プレミアムピンク・パール（有料色）」に、カスタム専用の紫系を「プレミアムゴールドパープル・パール（有料色）」から「プレミアムベルベットパープル・パール（有料色）」にそれぞれ差し替え、さらに、カスタムは「ホライゾンターコイズ・パール」と「プレミアムフレイムオレンジ・メタリック（有料色）」を廃止する替わりに「ブリリアントスポーティーブルー・メタリック」と「ミラノレッド」を追加。また、新タイプ「G・スタイリッシュパッケージ」専用色として「ブリリアントスポーティブルー・メタリック」を設定した。
2015年7月10日
新タイプと特別仕様車を発売。
ノーマルタイプにVSA、エマージェンシーストップシグナル、ヒルスタートアシスト機能、フルオート・エアコンディショナー、電波式キーレスエントリーシステム（キー2個付）を標準装備しながら装備内容を厳選したベーシック仕様「C」を、助手席回転シート車にIRカット<遮熱>/UVカット機能付フロントウインドウガラス、IRカット<遮熱>/スーパーUVカットフロントドアガラス、プラズマクラスター技術搭載フルオート・エアコンディショナー、オートリトラミラーを標準装備した「G・Lパッケージ」をそれぞれ追加し、カスタムには、「G・Lパッケージ」、「G・ターボパッケージ」をベースにクロームメッキフロントグリルを装備した特別仕様車「SSクールパッケージ」、「ターボSSクールパッケージ」を発売した。なお、ノーマルタイプの「C」はボディカラーが「スマートブラック」、「カトラリーシルバー・メタリック」、「プレミアムホワイト・パールII（有料色）」の3色のみの設定となる。
同月までの累計販売台数は22万522台。
2015年11月
仕様変更。
ノーマルタイプの「G」系においてボディカラーの一部変更を行い、「クッキークリーム」に替わり「プレミアムアイボリー・パール（有料色）」を追加した（公式発表なし）。
2015年12月4日
特別仕様車「SSコンフォートパッケージ」、「SSコンフォートLパッケージ」を発売。
ノーマルタイプの「G」、G・Lパッケージ」をベースに、360°スーパーUV・IRカットパッケージ（すべての窓に紫外線約99%カット+赤外線(IR)軽減ガラスを採用）」、運転席シートヒーター（FF車のみ、4WD車は運転席&助手席シートヒーターとしてベース車に標準装備）などの快適装備を追加するとともに、フロントグリルをボディ同色（カラード）に変更し、専用インテリアとしてブラウンシート（トリコット）を採用している。
2016年5月16日
同年6月上旬に実施される一部改良に関する情報を、ホームページで先行公開。
2016年6月9日
一部改良。（6月10日発売）
フロントグリルのデザインを変更し、ノーマルはボディ同色とメッキ仕上げのコンビネーショングリルに、カスタムは新デザインのメッキグリルとしたほか、ノーマルタイプの「G・Lパッケージ」と「G・ターボパッケージ」はクロームメッキドアハンドルと2種類の内装色（ブラウン×ベージュ又はブラック）を採用。カスタムはフォグライトをLED化してクロームメッキ・フォグライトガーニッシュを追加し、LEDルームランプを採用した。
装備面では2015年12月に発売された特別仕様車「SSコンフォートパッケージ」・「SSコンフォートLパッケージ」に採用されていた「360°スーパーUV・IRカットパッケージ」を新たにタイプ別設定するとともに、タイプ別設定の「ナビ装着用スペシャルパッケージ」はETC車載器や充電用USBジャック（急速充電対応）を新たに搭載した。ボディカラーも入れ替えを行い、共通カラーにおいて、「スマートブラック」を新色の「クリスタルブラック・パール」に差し替え、「プレミアムホワイト・パールII（有料色）」は「G」系・カスタム専用色に移行して「C」に専用色の「タフタホワイトII」を追加。「カトラリーシルバー・メタリック」を廃止し、「G」系・カスタム専用色として「ブリティッシュグリーン・パール」を追加した。また、ノーマルタイプは新たな専用色として「ルナシルバー・メタリック」を追加し、「プレミアムブルームーン・パール（有料色）」を廃止する替わりに「ブリリアントスポーティブルー・メタリック」を「G」系専用色に格上げした。カスタムは「ポリッシュドメタル・メタリック」と入れ替えで新色の「シャイニンググレー・メタリック」を追加した。なお、ノーマルタイプに設定されていた「G・スタイリッシュパッケージ」は廃止となった。
2016年12月8日
特別仕様車「SSパッケージ」および、カスタム「SS 2tone color styleパッケージ」・「ターボ SS 2tone color styleパッケージ」を設定（12月9日発売）。
「SSパッケージ」はノーマルタイプ・カスタムそれぞれの「G・Lパッケージ」をベースに、共通で「あんしんパッケージ」を標準装備したほか、ノーマルタイプの「SSパッケージ」には、ホワイトのレイヤードクリアパネルを採用したインパネガーニッシュを、カスタム「SSパッケージ」には常時点灯3眼メーター（ホワイト照明）とホワイトイルミネーション（スライドセンタートレイ、フット(運転席/助手席)、ドリンクホルダー(運転席/助手席)）をそれぞれ装備した。
「SS 2tone color styleパッケージ」、「ターボ SS 2tone color styleパッケージ」はカスタム「G・Lパッケージ」、「G・ターボパッケージ」をベースに、外観はタイプ名称のとおり、ルーフ・スポイラー・ドアミラーを2トーンカラースタイルにしたほか、フロントグリルはダーククロームメッキ&ブラック塗装に、アウタードアハンドルとリアライセンスガーニッシュはダーククロームメッキに、フォグライトガーニッシュとモール付リアバンパーをブラック塗装に、アルミホイールはベルリナブラック塗装+切削+ブラッククリア塗装にそれぞれ変更。内装はプライムスムース&ジャージコンビシートと本革巻ステアリングホイールにレッドステッチを施し、インパネガーニッシュとドアオーナメントパネルにダーククリアレッドライン付のレイヤードクリアパネルを、エアコンパネルにピアノブラック調をそれぞれ採用し、常時点灯3眼メーター（レッド照明）、レッドイルミネーション（スライドセンタートレイ、フット(運転席/助手席)、ドリンクホルダー(運転席/助手席)）を装備。さらに、「ターボ SS 2tone color styleパッケージ」には、ブラックフィルム加飾付のサイドシルガーニッシュとレッドステッチを施した本革巻セレクトレバーが追加される。
2017年6月1日
特別仕様車を一部改良。「SSコンフォートパッケージ」を設定。同時に、カスタム特別仕様車「SS 2tone color styleパッケージ」・「ターボ SS 2tone color styleパッケージ」を一部改良（同日発売）。（6月2日発売）
「SSコンフォートパッケージ」は2015年12月発売モデルでは運転席のみだったシートヒーターを助手席にも拡大したほか、「あんしんパッケージ」、親水/ヒーテッドドアミラー+フロントドア撥水ガラス、ブレードシルバー塗装の14インチアルミホイールを追加し、インパネガーニッシュとドアオーナメントパネルにホワイトのレイヤードクリアパネルを、エアコンアウトレットリングにクロームメッキをそれぞれ施し、ルームランプはフロント・リア共にLED化した。また新色「プレミアムアガットブラウン・パール（有料色）」を採用した。
「SS 2tone color styleパッケージ」・「ターボ SS 2tone color styleパッケージ」はカラーバリエーションの拡大を行い、「ルナシルバー・メタリック＆ブラック」と「プレミアムベルベットパープル・パール＆ブラック（（有料色）」を追加した。
2017年7月
ボディカラーの設定を変更。
「プレミアムディープモカ・パール（有料色）」に替わり、特別仕様車「SSコンフォートパッケージ」に先行採用された「プレミアムアガットブラウン・パール（有料色）」を追加。
2018年7月5日
特別仕様車「SSパッケージII」、「ターボ SSパッケージII」、「SSブラックスタイルパッケージ」、「ターボ SSブラックスタイルパッケージ」、「SS 2トーンカラースタイルパッケージII」、「ターボ SS 2トーンカラースタイルパッケージII」を設定（7月6日発売）。
「SSパッケージII」は2016年12月発売の「SSパッケージ」のバージョンアップ仕様で、共通で運転席・助手席シートヒーターが追加されたほか、「SSパッケージII」にはクロームメッキのエアコンアウトレットリングが追加され、ディスチャージヘッドライトのオプション設定を追加、カスタムの「SSパッケージII」にはホワイトステッチの本革巻セレクトレバーを追加。ベルリナブラック塗装+切削+クリア塗装仕様の15インチアルミホイールなどが追加装備されたターボ車「ターボ SSパッケージII」が新たに設けられた。専用ボディカラーとして、「SSパッケージII」には「モーニングミストブルー・メタリック」、カスタムには「サンセットオレンジII」がそれぞれ設定される。
「SSブラックスタイルパッケージ」はカスタム「G・Lパッケージ」をベースに、「あんしんパッケージ」や運転席・助手席シートヒーターを装備したほか、外装パーツの一部をブラック塗装に、一部内装のステッチ色をバイオレットに、14インチアルミホイールをベルリナブラック塗装にそれぞれ変更された。また、ターボ車の「ターボ SSブラックスタイルパッケージ」では、サイドシルガーニッシュにブラックフィルム加飾が追加されるほか、本革巻ステアリングホイールをパンチング&スムースレザー仕様にグレードアップされ、アルミホイールを15インチにサイズアップされた。カスタムの「SSパッケージII」同様、ボディカラーに専用色の「サンセットオレンジII」が設定される。
「SS 2トーンカラースタイルパッケージII」は2016年12月発売の「SS 2tone color style パッケージ」のバージョンアップ仕様で、新たに「あんしんパッケージ」と運転席・助手席シートヒーターが追加され、ターボ車の「ターボ SS 2トーンカラースタイルパッケージII」では、本革巻ステアリングホイールがパンチング&スムースレザー仕様となった。
同時にボディカラーの設定を変更。「プレミアムホワイト・パールII（有料色）」を「プラチナホワイト・パール（有料色）」に、「タフタホワイトII」を「タフタホワイトIII」にそれぞれ変更。
2018年10月
ボディカラーに新色「プレミアムアイボリー・パールII（有料色）」を追加。
2019年7月
生産終了。在庫対応分のみの販売となる。
2019年8月
2代目と入れ替わる形で販売終了。

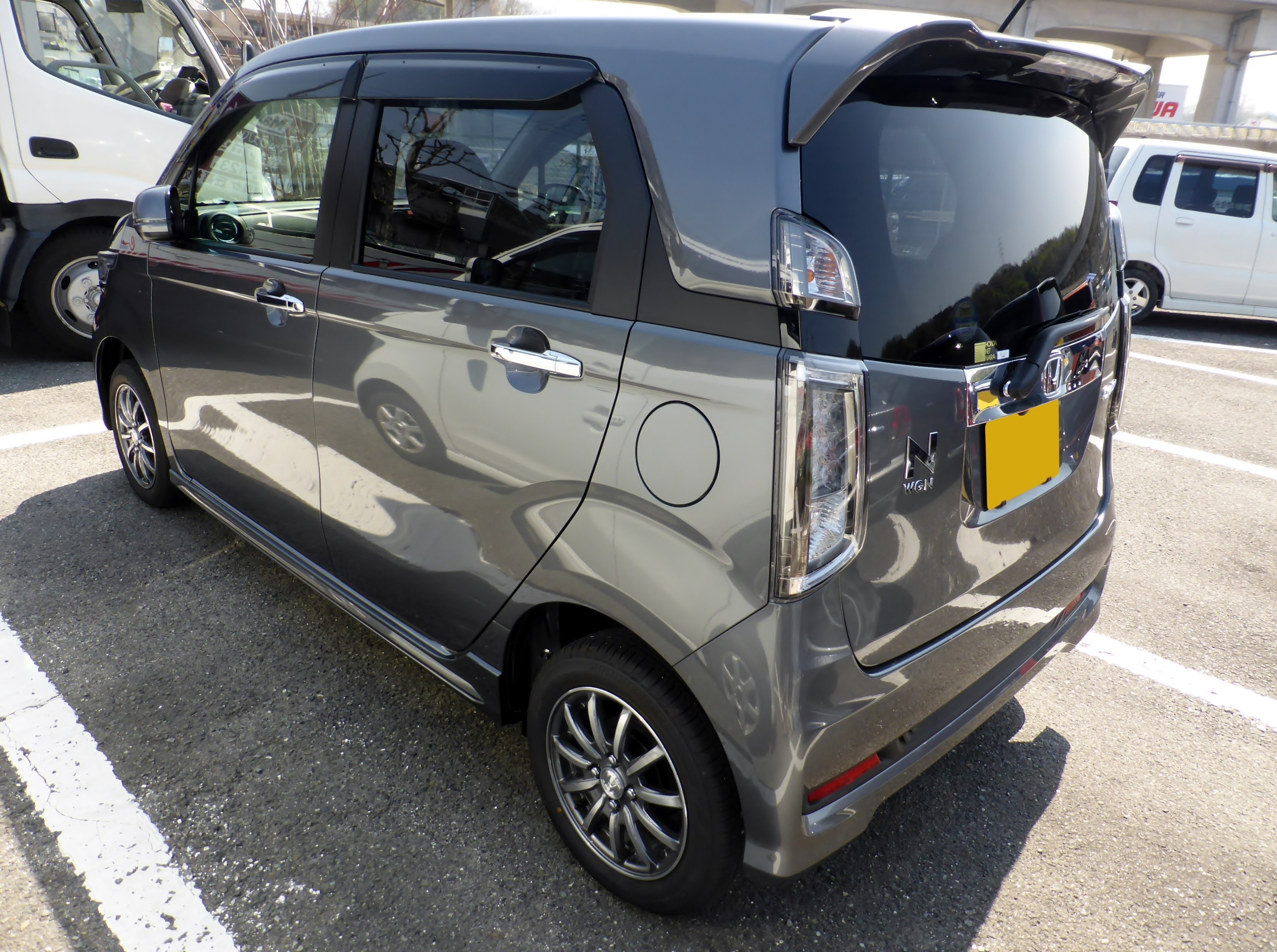
Custom Gターボパッケージ リヤ
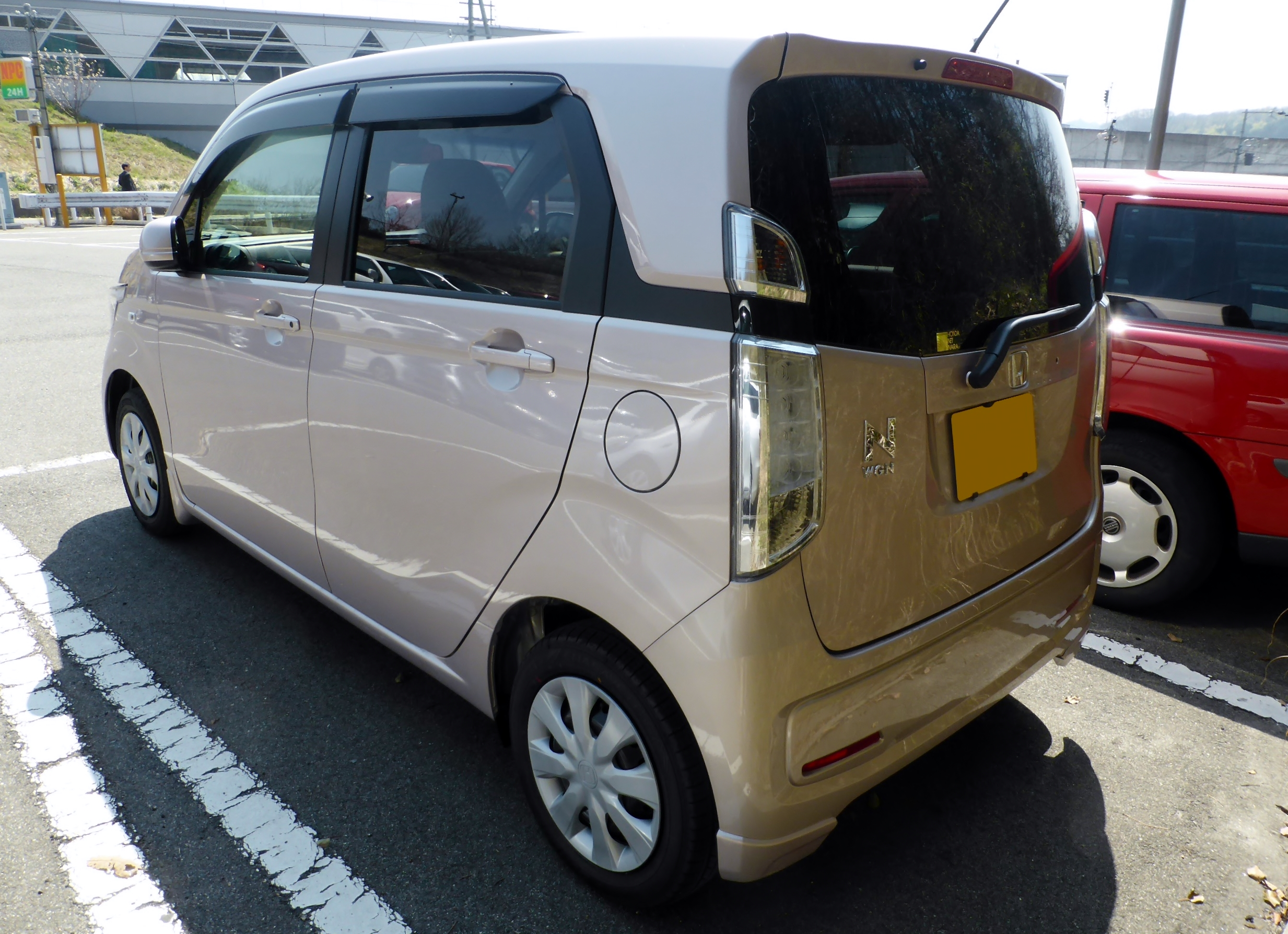
G リヤ
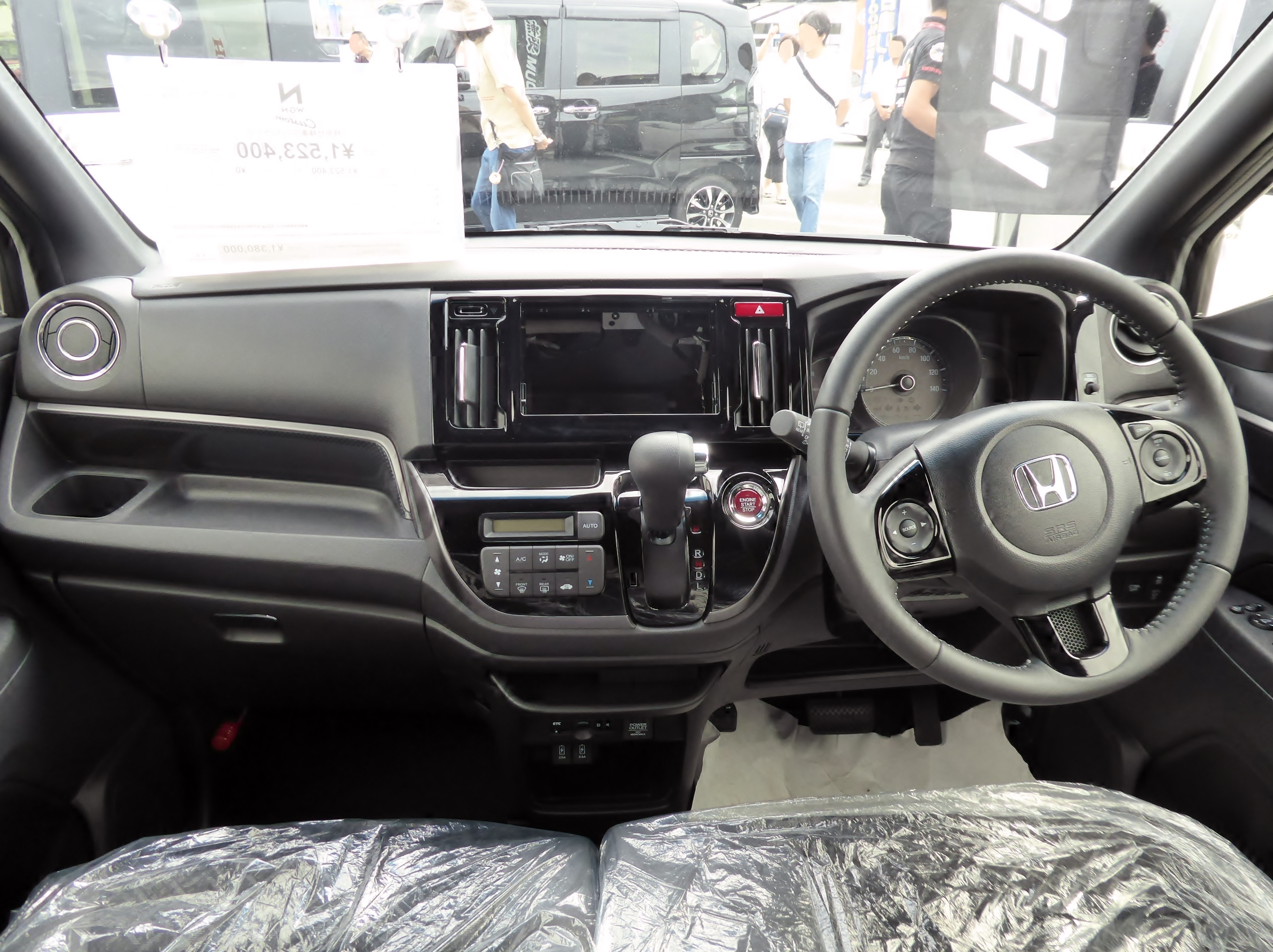
Custom SSパッケージ 室内
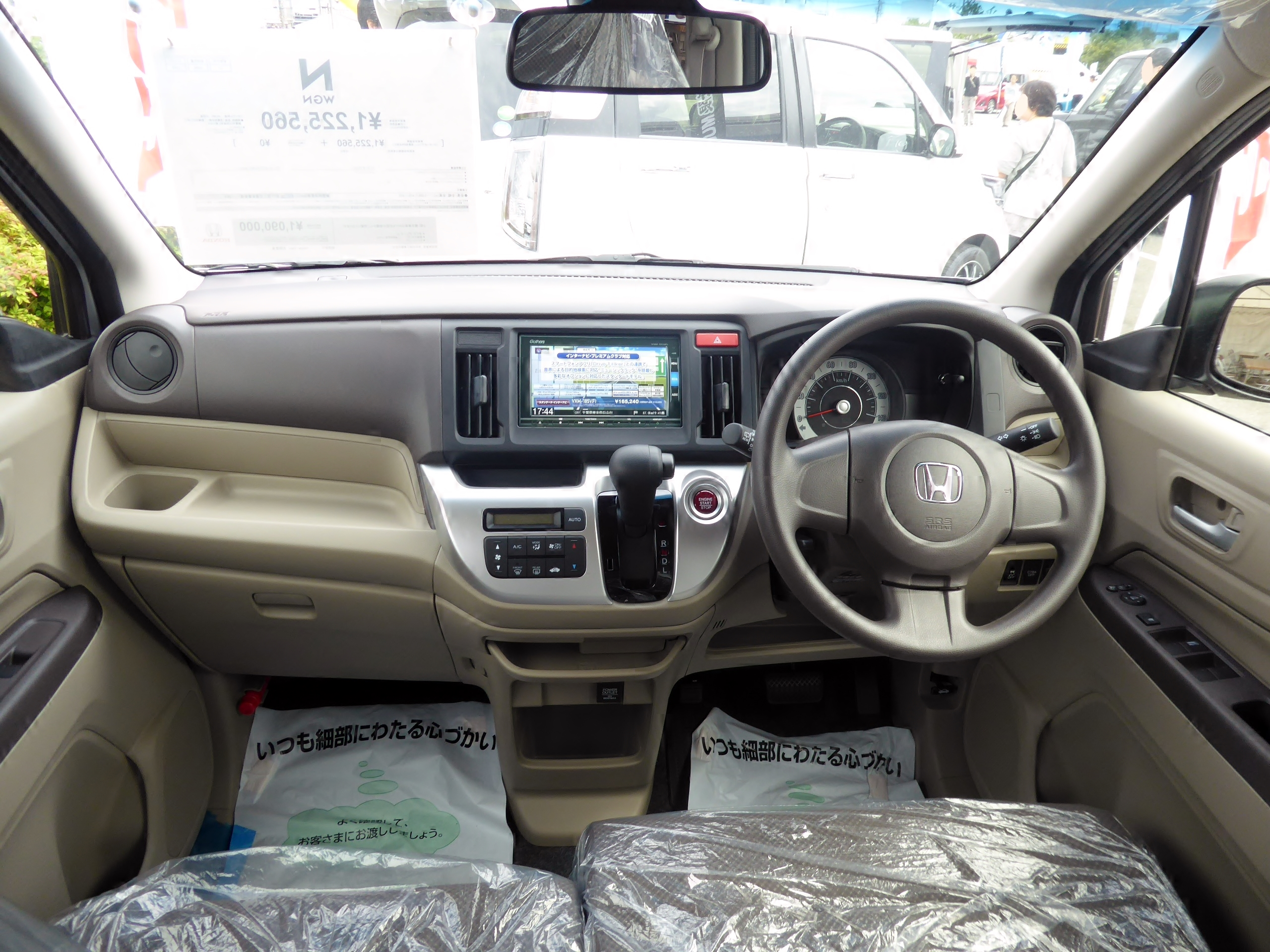
G 室内

## 2代目 JH3/4型（2019年 - ）

### メカニズム
エンジンはS07B型に換装。WLTCモード走行による排出ガス並びに燃料消費率に対応しており、NA・ターボ問わず全タイプで「平成30年排出ガス基準75%低減レベル（☆☆☆☆☆）」認定を取得。また、全タイプ2020年度燃費基準（NA・FF車は+10%）を達成した。
安全装置は運転支援システム「Honda SENSING」となり、全タイプ標準装備となった。N-WGNの「Honda SENSING」は軽乗用車で初となる横断自転車の検知が可能となり、街灯のない夜間の歩行者検知が強化された衝突被害軽減ブレーキ（CMBS）をはじめ、誤発進抑制機能、歩行者事故低減ステアリング、先行車発進お知らせ機能、標識認識機能、路外逸脱抑制機能、渋滞追従機能付ACC（アダプティブ・クルーズ・コントロール）、LKAS（車線維持支援システム）に、後方誤発進抑制機能とオートハイビームを追加した10の機能で構成されている。また、初代ではタイプ別設定だった前席用i-エアバッグシステム+サイドカーテンエアバッグシステム<前席/後席対応>も全タイプ標準装備となった。2022年9月のマイナーチェンジではHonda車初導入となる急アクセル抑制機能を追加。ペダルの踏み間違いや踏み過ぎを検知した場合に急加速が抑制され、音とディスプレー表示で警告し、ドライバーに注意喚起する。既に誤発進抑制機能や後方誤発進抑制機能で対応している前後方に障害物がある場合に加えて、障害物がない場合でもペダルの踏み間違いなどによる加速抑制が可能となった。この機能は販売店で専用機器を用いてのセッティング作業（ディーラーオプション扱い）を受けることでオンとなり、オン設定後はスマートキーで解錠又はエンジン始動すると自動でシステムが起動するようになる。
駐停車機能も強化され、リアバンパーに搭載された4つの超音波センサーで車両後方の障害物の接近を検知し、アラーム音とメーターディスプレイ表示でドライバーに知らせるパーキングセンサーシステム、スイッチ操作で作動し坂道や信号待ちで停車の際にブレーキペダルから足を離しても停車状態を保持し、アクセルペダルを押し込むことでブレーキが自動解除され再発進が可能なオートブレーキホールド機能が備わり、パーキングブレーキはスイッチを引き上げるだけで作動し、アクセルを踏むと自動解除（スイッチを押すことで手動による解除も可能）する電子制御式となった。

### 年表
2019年6月7日
7月18日発表予定のフルモデルチェンジに先駆け、2代目モデルに関する情報がホームページ上に公開された。
2019年7月18日
フルモデルチェンジを正式発表（8月9日発売）。
ノーマルタイプの「N-WGN」とドレスアップモデルの「N-WGN Custom」の2本立て体制は初代モデルから踏襲される。
グレード体系はノーマルおよびカスタム共通で「G・Honda SENSING」、「L・Honda SENSING」、「L・ターボ Honda SENSING」の3タイプとなり、ノーマルには「助手席回転シート車 Honda SENSING」が設定される。
ボディカラーは初代モデルから共通色のプラチナホワイト・パール（有料色）とクリスタルブラック・パール、ノーマル専用色のルナシルバー・メタリックとプレミアムアイボリー・パールII（有料色）、カスタム専用色のシャイニンググレー・メタリックとプレミアムベルベットパープル・パール（有料色）がそれぞれ踏襲され、初代ではノーマル専用色だったプレミアムアガット・ブラウンパール（有料色）がカスタムに、カスタム専用色だったミラノレッドがノーマルにそれぞれ設定され、共通色へ移行。新色として、ノーマルにはピーチブロッサム・パール（有料色）、ガーデングリーン・メタリック、ホライズンシーブルー・パール、カスタムにはミッドナイトブルービーム・メタリック（有料色）が追加された。また、初代では特別仕様車に設定されていた2トーンカラーが「L」系タイプ専用でカタログカラー化され、ノーマルはホワイトとの組み合わせが4種、カスタムにはブラックとの組み合わせ・シルバーとの組み合わせが各2種ずつ設定される。
2019年9月
パーキングブレーキの不具合により生産を一時停止。
2020年1月20日
生産を再開。
2020年7月
仕様変更。ボディカラーにフレームレッドが追加された。
2021年4月
仕様変更。2030年度燃費基準に対応し、NA・2WD車は「2030年度燃費基準80%達成」、NA・4WD車とターボ・2WD車は「同75%達成」、ターボ・4WD車は「同70%達成」となった。
2022年1月14日
コンセプトカーのN-WGN PICNICが東京オートサロン2022で発表。
2022年7月8日
秋を予定にマイナーチェンジを行うこととなり、ホームページに先行情報を公開したことが発表された。
2022年9月22日
予告されていたマイナーチェンジが正式発表され、特別仕様車「STYLE+ BITTER（スタイルプラス ビター）」も同時に発表された（9月23日発売）。
タイプ体系が「Honda SENSING」を冠さない名称へ変更され、「N-WGN」はターボ車の「L・ターボ Honda SENSING」が廃止され、「G」と「L」のNA車のみのラインナップとなり、助手席回転シート車は「助手席回転シート車 Honda SENSING」から「L 助手席回転シート車」に改名。「N-WGN Custom」は「G・Honda SENSING」が廃止され、「L」と「Lターボ」に集約された。
前述した「Honda SENSING」への急アクセル抑制機能の追加に加え、「N-WGN Custom」はフロントグリルを輝きが異なるメッキ加飾を施し、メッシュパターンを変更。アルミホイールを切削仕上げにするなど意匠が変更された。
ボディカラーは「L」系タイプに設定されていた2トーンカラーを廃止してモノトーンのみの展開とし、フレームレッドを「N-WGN」専用色へ、プレミアムアガットブラウン・パール（有料色）は後述する特別仕様車「STYLE+ BITTER」専用色に移行。「N-WGN」専用色のピーチブロッサム・パール（有料色）、プレミアムアイボリー・パールII（有料色）、ガーデングリーン・メタリック、ホライズンシーブルー・パール、「N-WGN Custom」専用色のシャイニンググレー・メタリック、プレミアムベルベットパープル・パール（有料色）が廃止され、替わって共通色のプレミアムサンライトホワイト・パール（有料色）、「N-WGN」専用色のフィヨルドミスト・パール（有料色）、「N-WGN Custom」専用色のトワイライトミストブラック・パール（有料色）とメテオロイドグレー・メタリック（有料色）を追加し、全9色に整理された。
特別仕様車「STYLE+ BITTER」は「N STYLE+」シリーズの第3弾として設定されたもので、「L」をベースに、ドアハンドル（アウター・インナー共）、リアライセンスガーニッシュモール、セレクトボタンレバー&カバーにクロームメッキ加飾、助手席インパネガーニッシュとドアオーナメントパネル（フロント/リア）にメタルスモーク偏光塗装がそれぞれ施され、シート・ステアリングガーニッシュ・14インチスチールホイール+フルホイールキャップは専用設定となり、シートはプライムスムース&トリコットコンビ（アクセント部:ジャージー、ダブルステッチ）、ステアリングガーニッシュはピアノブラック調のアッパーとシルバー塗装のロアーの組み合わせ、14インチスチールホイール+フルホイールキャップはグレーメタリック&ブラックとした。メーターは「N-WGN Custom」と同じブラックメーター（グレースケール）となり、「N-WGN Custom」に装備されているドアベルトモール（ステンレス）も装備。ベース車ではメーカーオプション設定となるLEDヘッドランプ（プロジェクタータイプ）とオートリトラミラーが特別装備された。ボディカラーはプレミアムサンライトホワイト・パール（有料色）、プラチナホワイト・パール（有料色）、クリスタルブラック・パールに加え、カタログカラーから移行されたプレミアムアガットブラウン・パール（有料色）、本来は「N-WGN Custom」専用色であるミッドナイトブルービーム・メタリック（有料色）、特別設定色として初代でも設定されていたブリティッシュグリーン・パールが設定される。
2023年6月23日
原材料価格や物流費などの世界的な高騰に伴い、7月27日発売分からN-ONE、N-VAN、フィット、ヴェゼル、シビック（タイプRを除く）と共にメーカー希望小売価格の改定を実施することを発表。N-WGNは特別仕様車の「STYLE+ BITTER」を含めて全タイプ一律、現行価格より19,800円、N-WGN Customは全タイプ一律、現行価格より35,200円（いずれも10%の消費税込）それぞれ値上げされる。
2024年6月3日
2023年6月発表時と同様の理由で、7月4日よりN-ONE、ステップワゴン、ZR-Vと共に価格改定を行うことを発表。N-WGNは特別仕様車の「STYLE+ BITTER」を含め、タイプ毎に現行価格より26,400円～31,900円、N-WGN Customは全タイプ一律、現行価格より52,800円（いずれも10%の消費税込）それぞれ値上げされる。

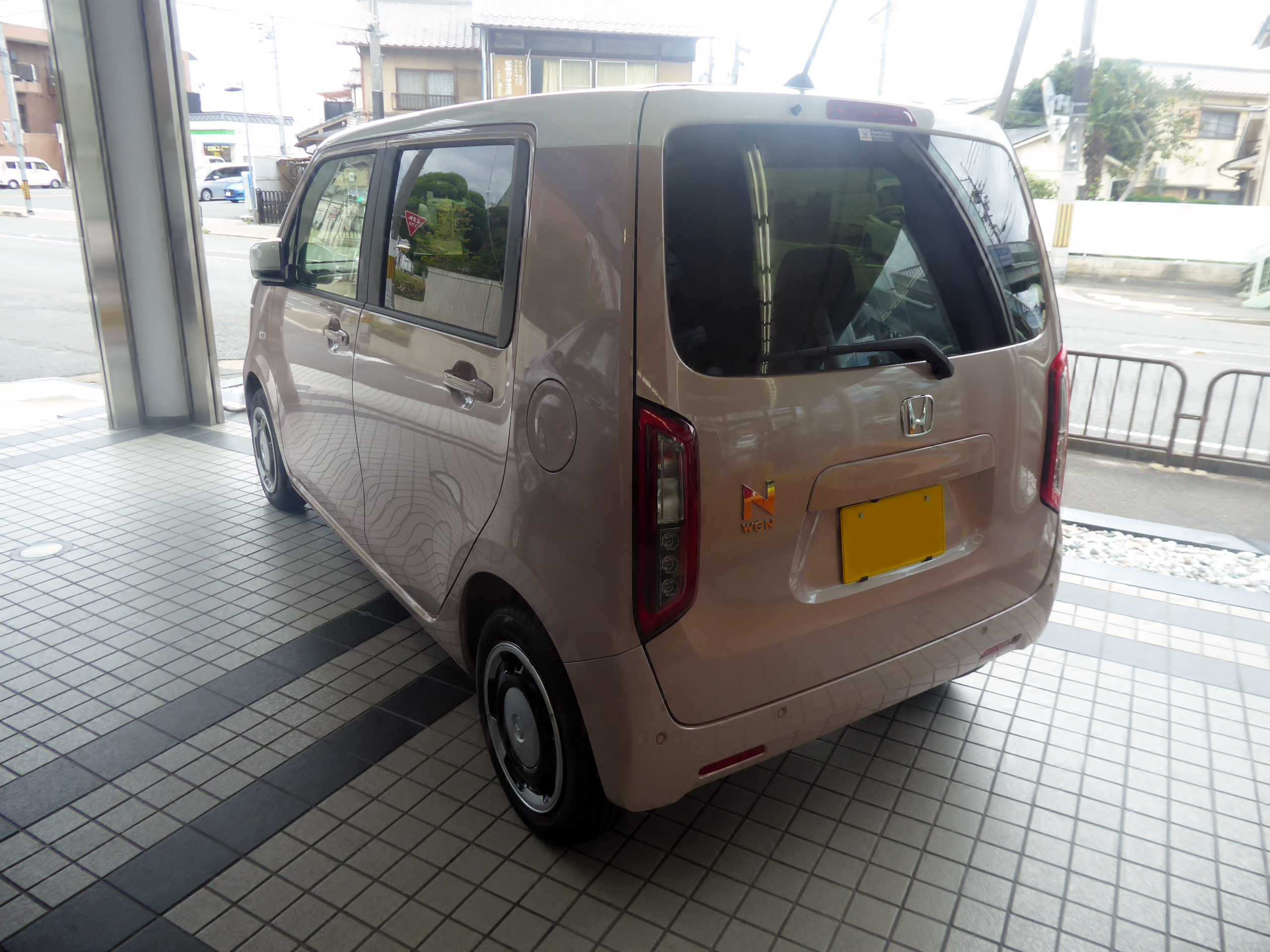
L・Honda SENSING（2019年8月発売型） 2トーンカラー仕様 リア
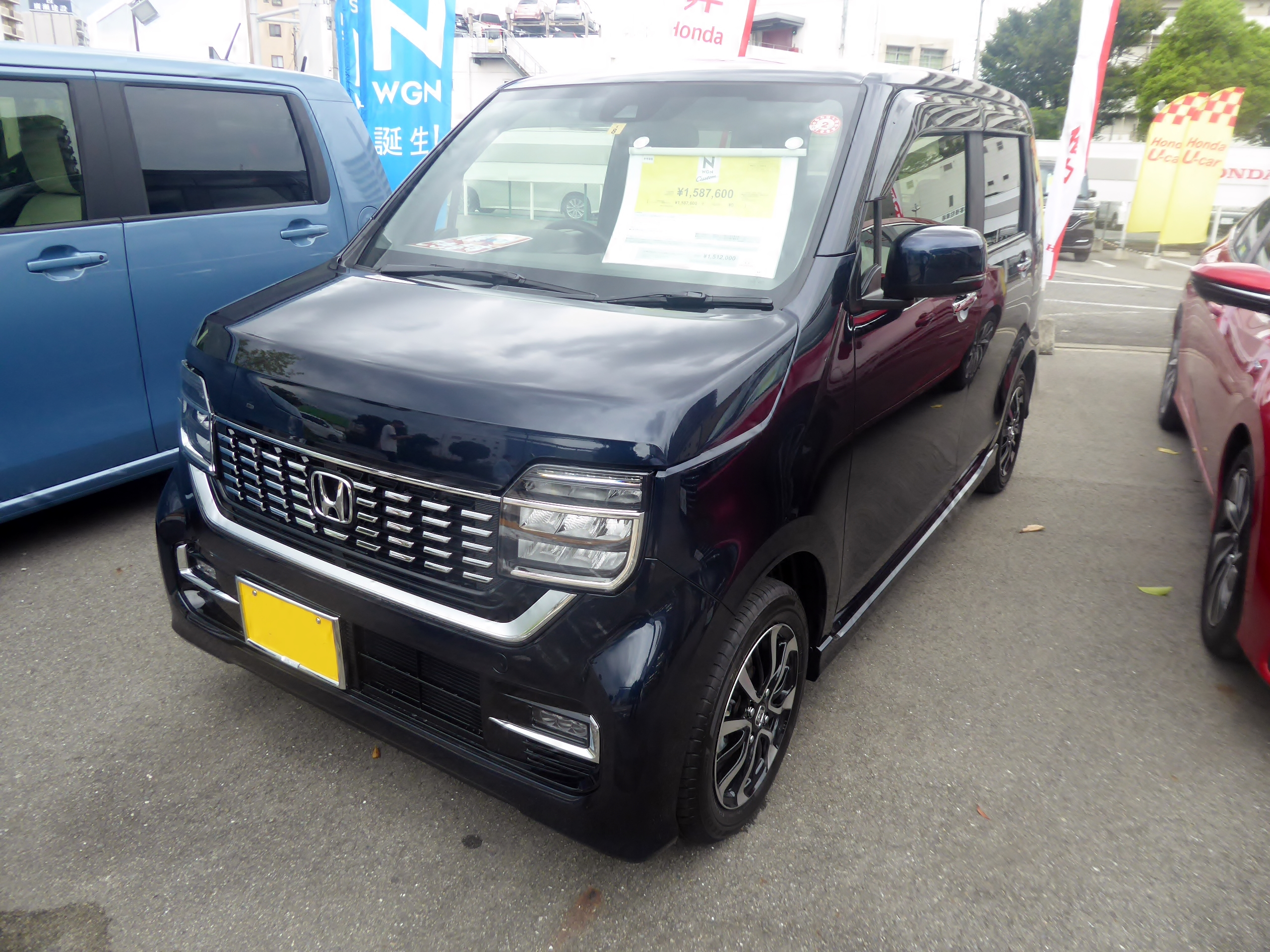
カスタムL・Honda SENSING（2019年8月発売型）
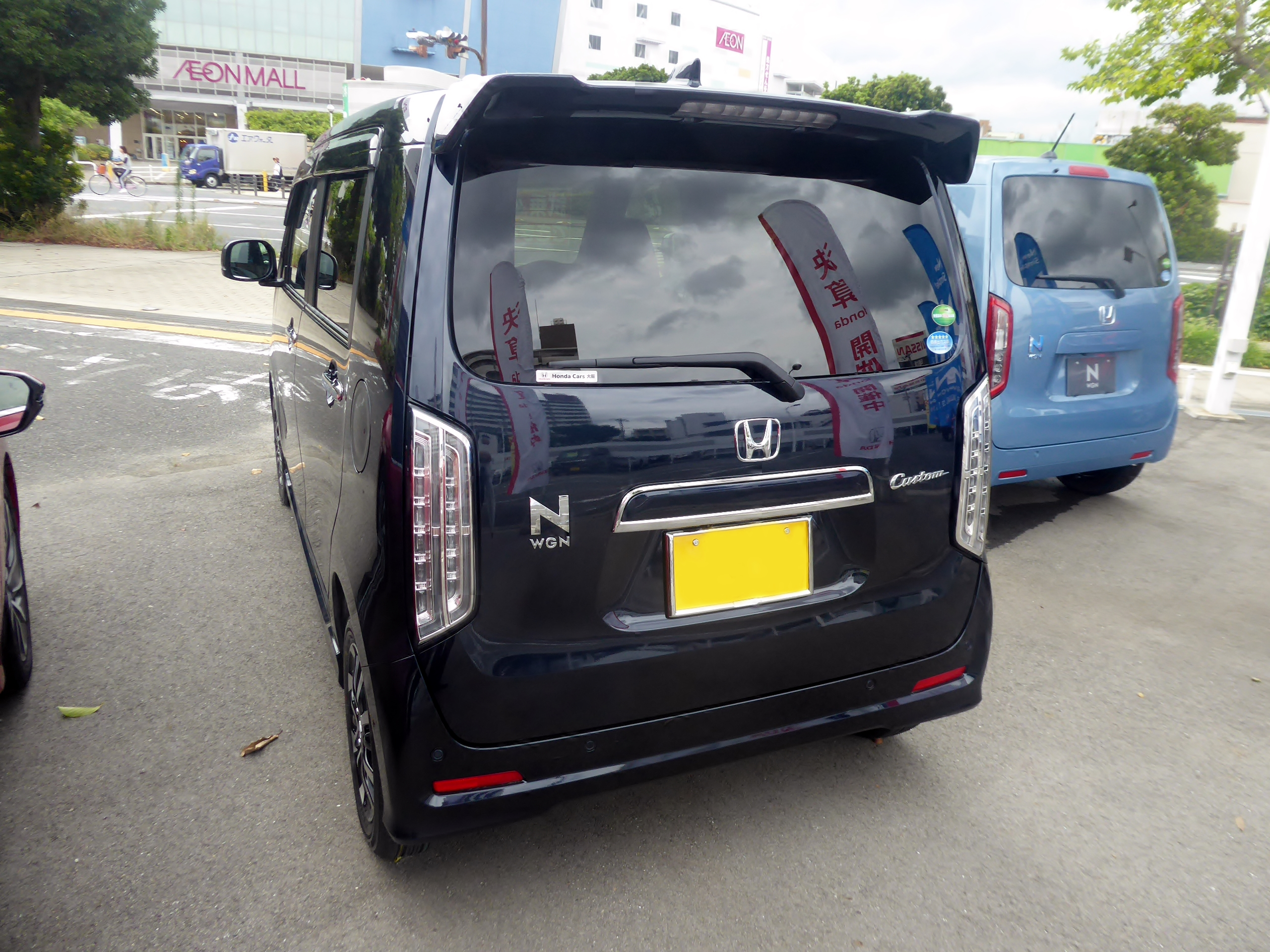
カスタムL・Honda SENSING（2019年8月発売型） リア
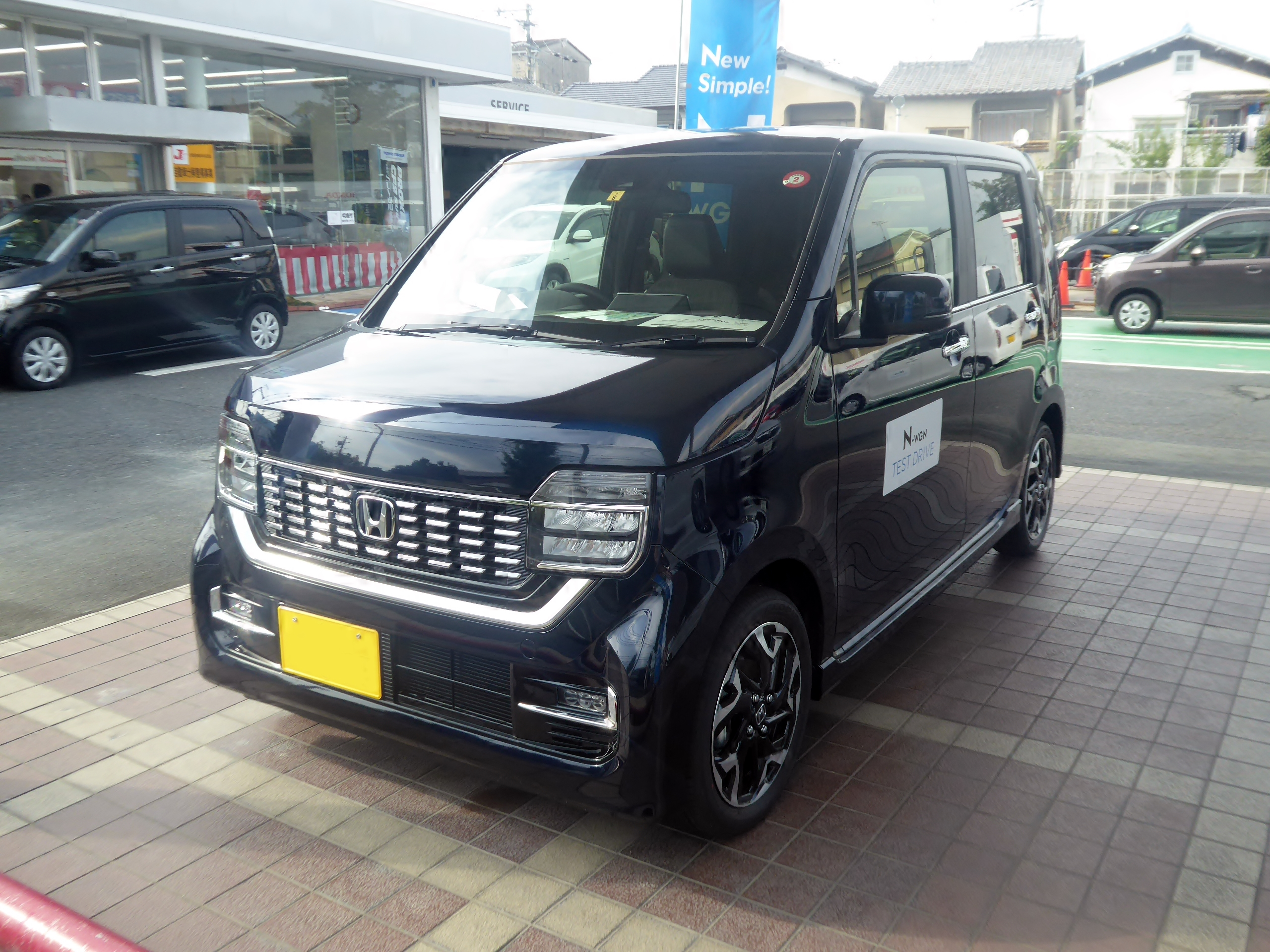
カスタムL・ターボHonda SENSING（2019年8月発売型）
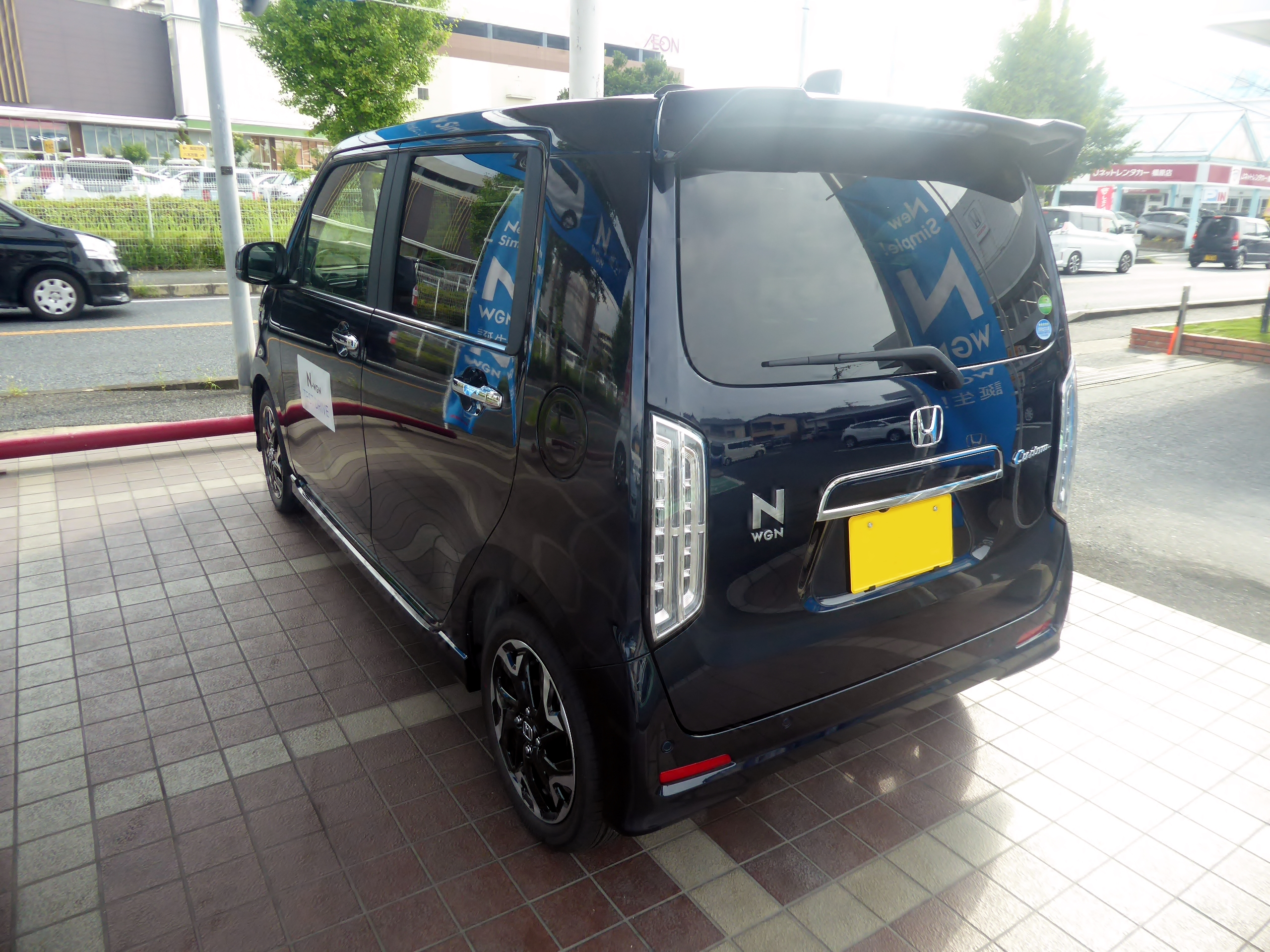
カスタムL・ターボHonda SENSING（2019年8月発売型） リア
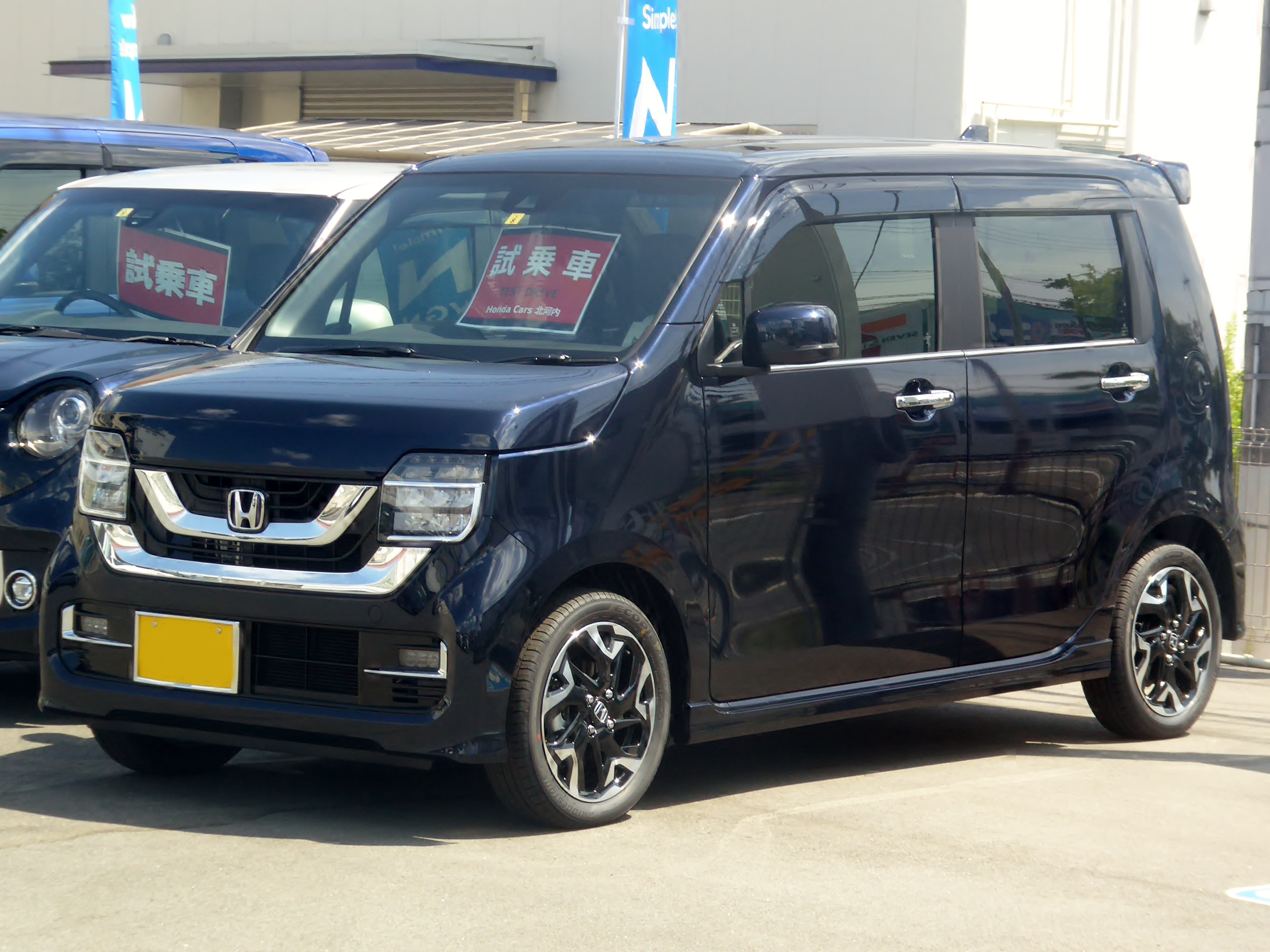
カスタムL・ターボHonda SENSING（2019年8月発売型） メーカー純正アクセサリー装着車両
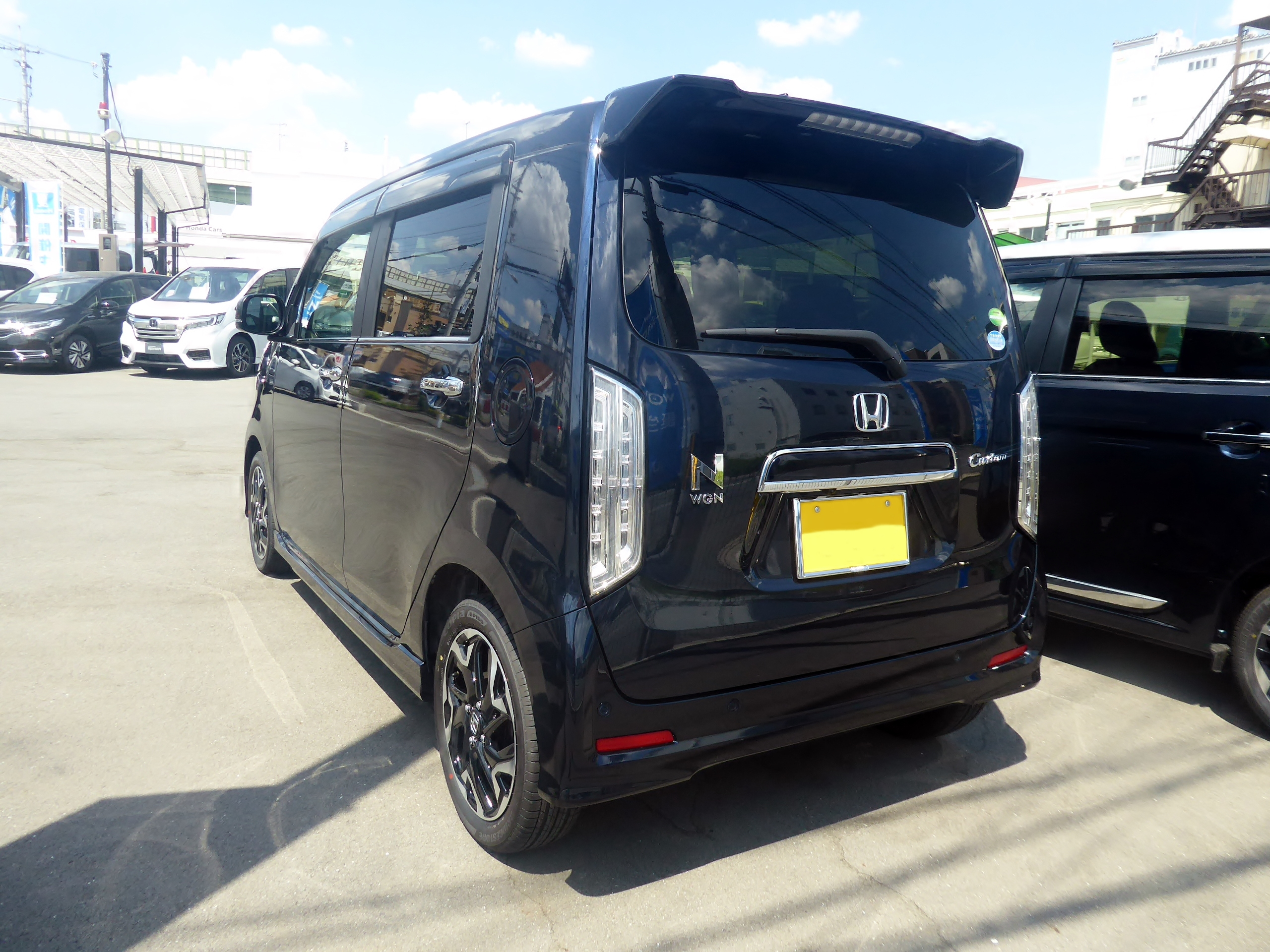
カスタムL・ターボHonda SENSING（2019年8月発売型） メーカー純正アクセサリー装着車両 リア
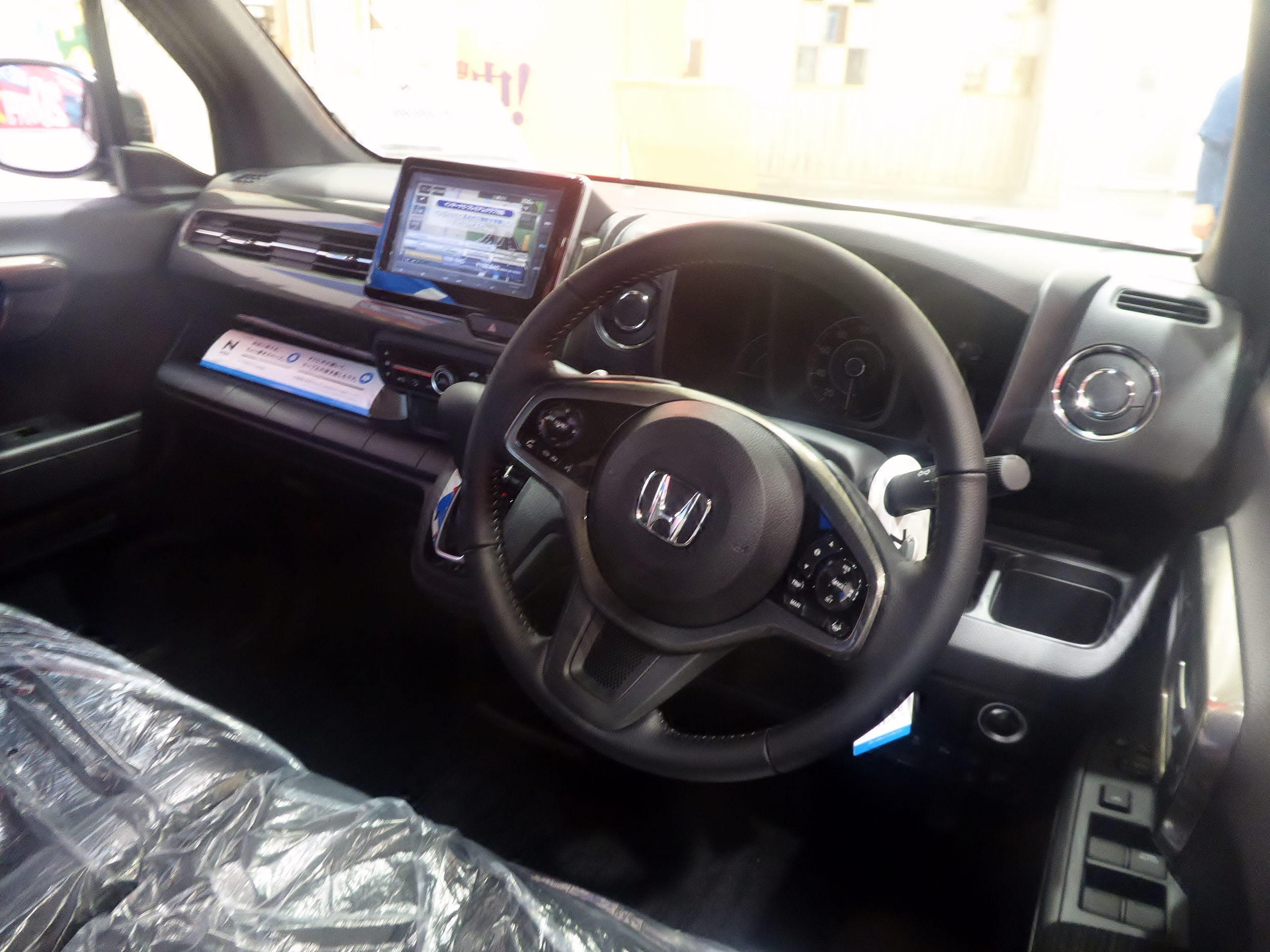
カスタムL・ターボHonda SENSING（2019年8月発売型） インテリア

## 車名の由来
Nシリーズが提案する『次世代の軽ワゴン』を表現したものである。「WGN」は、ワゴンの略称をロゴタイプにしたもので、ステップワゴン（STEP WGN）と商標を共有している。